# غونزالو فاسكيز فيلا
غونزالو فاسكيز فيلا (بالإسبانية: Gonzalo Vázquez Vela)‏ هو سياسي مكسيكي، ولد في 3 يوليو 1893 في المكسيك، وتوفي في 7 نوفمبر 1963 في مدينة مكسيكو في المكسيك. حزبياً، نشط في الحزب الثوري المؤسساتي.